# Tecniche di seduzione
Tecniche di seduzione è il sesto romanzo di Andrea De Carlo, pubblicato nel 1991.

## Trama
Il romanzo racconta dell'incontro tra Roberto Bata, giovane scrittore che lavora malvolentieri al settimanale Prospettiva con il celebrato romanziere Marco Polidori. Affascinato dal candore creativo di Roberto, Polidori lo convince ad abbandonare il suo impiego, offrendogliene uno a Roma, molto meglio pagato e così poco impegnativo da permettergli di dedicarsi alla sua vocazione creativa. Il rapporto tra Bata e Polidori è quello di due opposti che si attraggono: ingenuità e cinismo, sogni e conoscenza del mondo, immaginazione e disincanto. Le cose si complicano ulteriormente quando Roberto si innamora di Maria Blini, giovane attrice di teatro.

## Critica
Carlo Bo nella sua recensione a Tecniche di seduzione scrisse: «In un'epoca di sperimentalismi, Tecniche di seduzione torna alla grande tradizione narrativa. Un romanzo costruito con sapienza, e tutto offerto al piacere della lettura».